# Ctenomys pearsoni
Ctenomys pearsoni és una espècie de mamífer rosegador de la família dels ctenòmids. Viu a l'Argentina i l'Uruguai. El seu hàbitat natural són les zones de sòl sorrenc amb una proporció variable d'argila i terra franca. Està amenaçat per la pèrdua d'hàbitat a causa del turisme, la construcció, la ramaderia i l'agricultura.
Aquest tàxon fou anomenat en honor del zoòleg i ecologista estatunidenc Oliver Payne Pearson.